# Лучано Уссельо-Томассет
Лучано Уссе́льо-Тома́ссет (італ. Luciano Usseglio Tomasset; нар. 22 квітня 1927, Буссолено — пом. початок червня 1995) — італійський вчений в галузі виноробства і педагог, професор з 1963 року, академік і радник Італійської академії винограду і вина з 1967 року, член Туринської сільськогосподарської академії з 1978 року.

## Біографія
Народився 22 квітня 1927 року в Буссолено (П'ємонт, Італія). 1954 року закінчив Туринський університет. Після отримання освіти займався науковою і педагогічною роботою. З 1981 року директор науково-дослідного інституту виноробства в місті Асті. Був науковим керівником італійського журналу «Енотехніка». Протягом 1980—1985 років — президент комісії з виноробства Міжнародної організації виноробства і виноградарства.
Помер у перших числах червня 1995 року. Похований на кладовищі Сан-Десідеріо-ді-Кальяно.

## Наукова діяльність
Основні наукові праці присвячені питанням ензимології, фізичної та аналітичної хімії, технології та мікробіології виноробства. Автор понад 100 наукових робіт, зокрема «Помутнения физико-химического характера, их предупреждение и устранение». — В книзі: «Технологические процессы в виноделии: Материалы Международного симпозиума по технологии виноделия» (20—25 серпня 1979, Кишинів).

## Відзнаки
- Приз Міжнародної організації виноробства і виноградарства (за книгу «Хімія виноробства»);
- Нагороджений орденом «Італійська Республіка» і «Золотим гроно» Асоціації італійських енологів.